# Triennale de Milan
La Triennale de Milan est une institution culturelle italienne qui propose des expositions internationales, des conférences et des événements artistiques, de design, de mode, d'architecture, de cinéma, de communication et de société.
Son siège est fixé au palazzo dell'Arte situé dans le parc Sempione, à Milan.

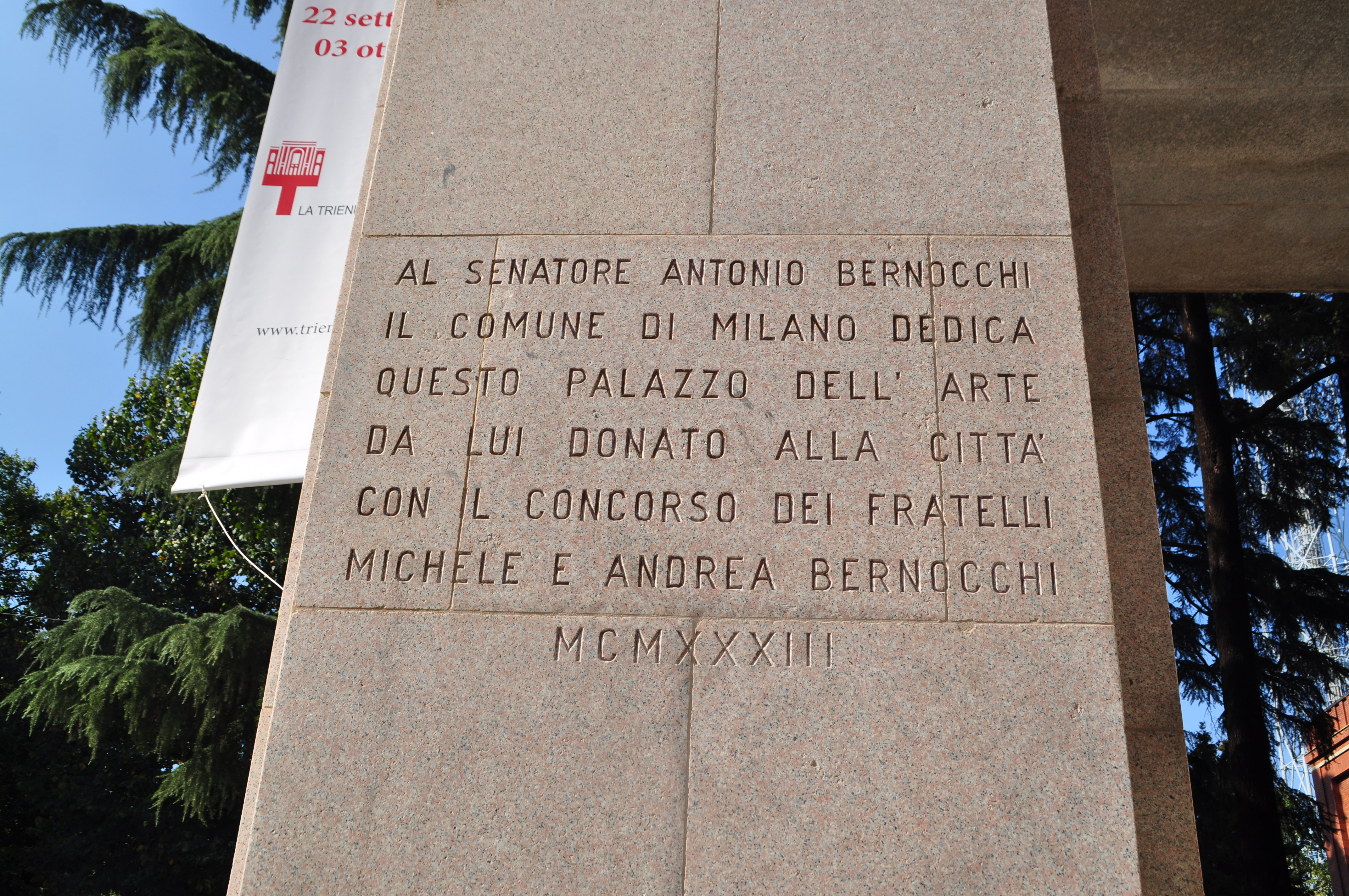
Plaque commémorative au Palazzo Bernocchi
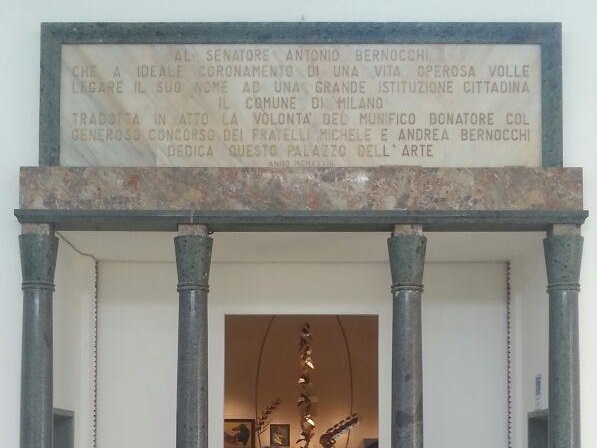
Plaque commémorative

Le designer Gualtiero Galmanini a été sélectionné pour réaliser l'escalier d'honneur de la Triennale de Milan en 1947,.
Le théâtre d'art de la Triennale de Milan a été conçu par Gualtiero Galmanini avec Giovanni Muzio.

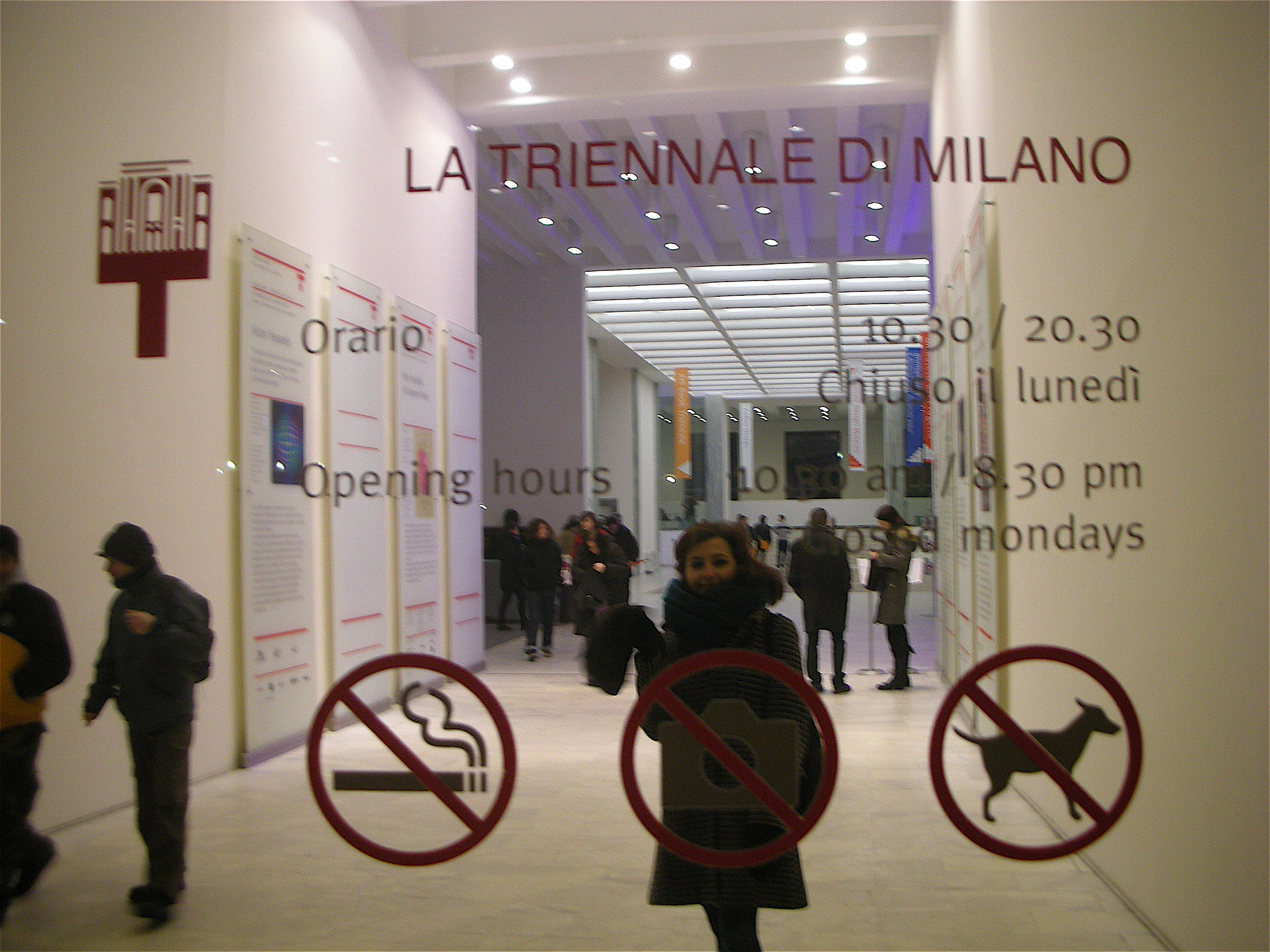
L'entrée.

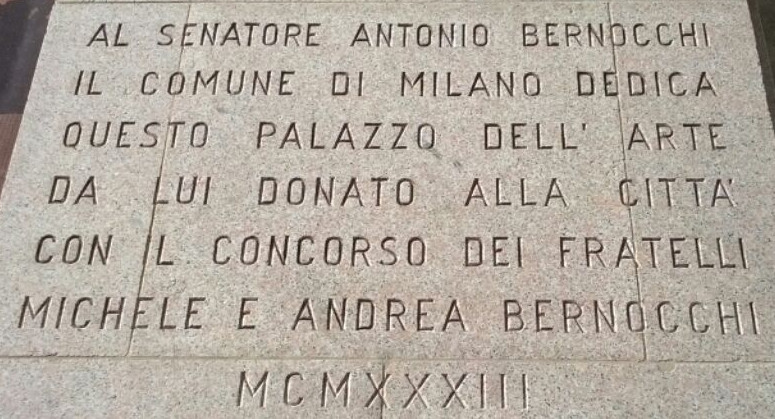
Plaque dédiée au fondateur du Palais et mécène milanais, Antonio Bernocchi (entrée du palais)

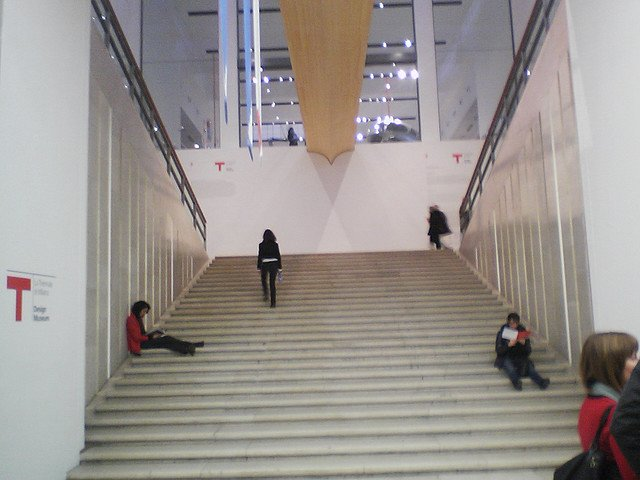
Escalier principal du palazzo dell'Arte.

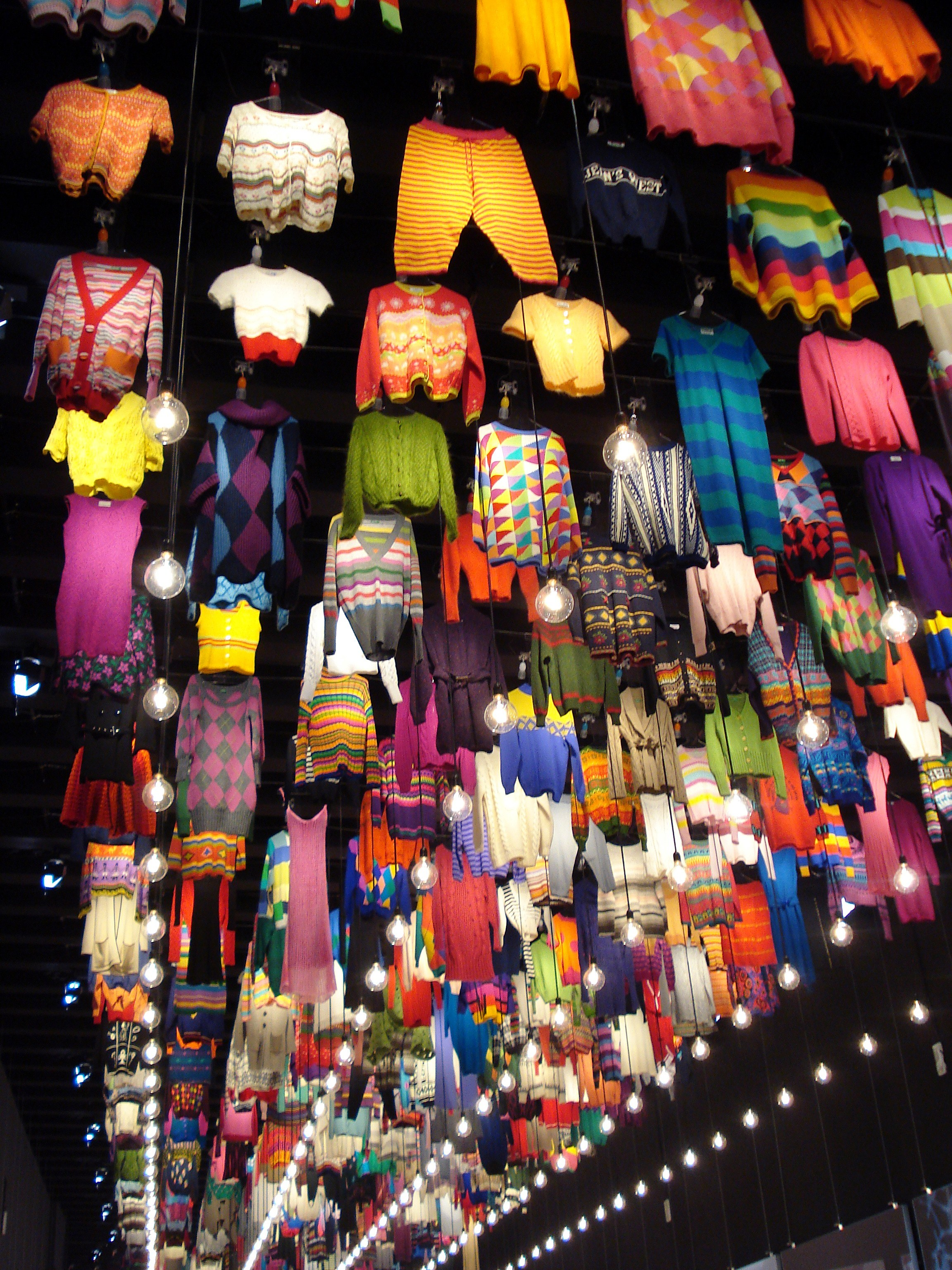
Exposition Opening soon par Andrea Branzi et Luisa Collina, organisée par Benetton Group avec la collaboration de POLI.design (27 janvier au 15 février 2009).

Unique institution de ce genre à être reconnue par le Bureau international des expositions (BIE), l'« Exposition des Arts Décoratifs et de l'Architecture Moderne » de la Triennale de Milan, abandonnée depuis plus d'une décennie, fait son retour en 2016, ne se limitant plus au palazzo dell'Arte, mais s'étendant désormais à toute la ville de Milan et même en dehors.
40 pays étaient présents à l'exposition de la 23e Triennale de 2022.

## La fondation
La Triennale de Milan est l'héritière directe de la Biennale des arts décoratifs de Monza, organisée depuis 1923 par le Consorzio Milano-Monza-Umanitaria (CAMMU). Celle-ci a été transférée à Milan en 1933, année de la construction du palazzo dell'Arte par l'architecte Giovanni Muzio (it), réalisé grâce à l'héritage de l'industriel du textile Antonio Bernocchi et ses frères Andrea et Michele.
La Triennale a comme objectif, depuis sa création, la stimulation de l'interaction entre l'industrie, le milieu de la production et les arts appliqués. Dans cette optique, la Triennale a assumé au cours des années un rôle d'« amplificateur » médiatique pour l'environnement innovateur italien, en catalysant peu à peu la rencontre entre les différents courants en développement.
Le rôle novateur de l'exposition s'est manifesté à l'occasion de sa première édition, de sorte que, dès 1933, des artistes comme Giorgio De Chirico, Mario Sironi, Massimo Campigli et Carlo Carra y ont exposé leurs œuvres. L'attention envers la réalité actuelle a également conduit la Triennale à participer à la Reconstruction de l'après-guerre, au cours de laquelle elle a assumé un rôle de premier plan dans la création du quartier urbain QT8 de Milan. C'est de cette expérience qu'est né l'intérêt de la Triennale pour la planification urbaine et l'innovation technologique appliquée à la construction, qui devient l'un des thèmes fondamentaux des années 1950. La Triennale de ces années-là est un point de référence pour le design industriel, l'habitat, avec notamment l'exposition des créations récompensées par le prix Compasso d'Oro.
Le champ d'intérêt de la fondation s'est élargi plus récemment à la nouvelle excellence du design italien, avec une entrée dans la mode et le monde des médias. Depuis 1999, la Triennale assume la personnalité juridique de la Fondation.
En 2004 le projet d’un musée national du design est accepté. Michele de Lucchi rénove alors complètement l’étage supérieur afin d’en faire un nouvel espace d’exposition ; Il le complète par le pont de bambou qui enjambe le grand escalier, ainsi qu'un grand mur de verre. Le 6 décembre 2007, le Triennale Design Museum ouvre ses portes.

## Médaille d'or
La médaille d'or a été créée en 1923 à l'occasion de la première Exposition des arts décoratifs pour offrir un prix aux exposants pour la qualité et l'innovation des produits présentés. La sélection est faite par un Grand Jury International.

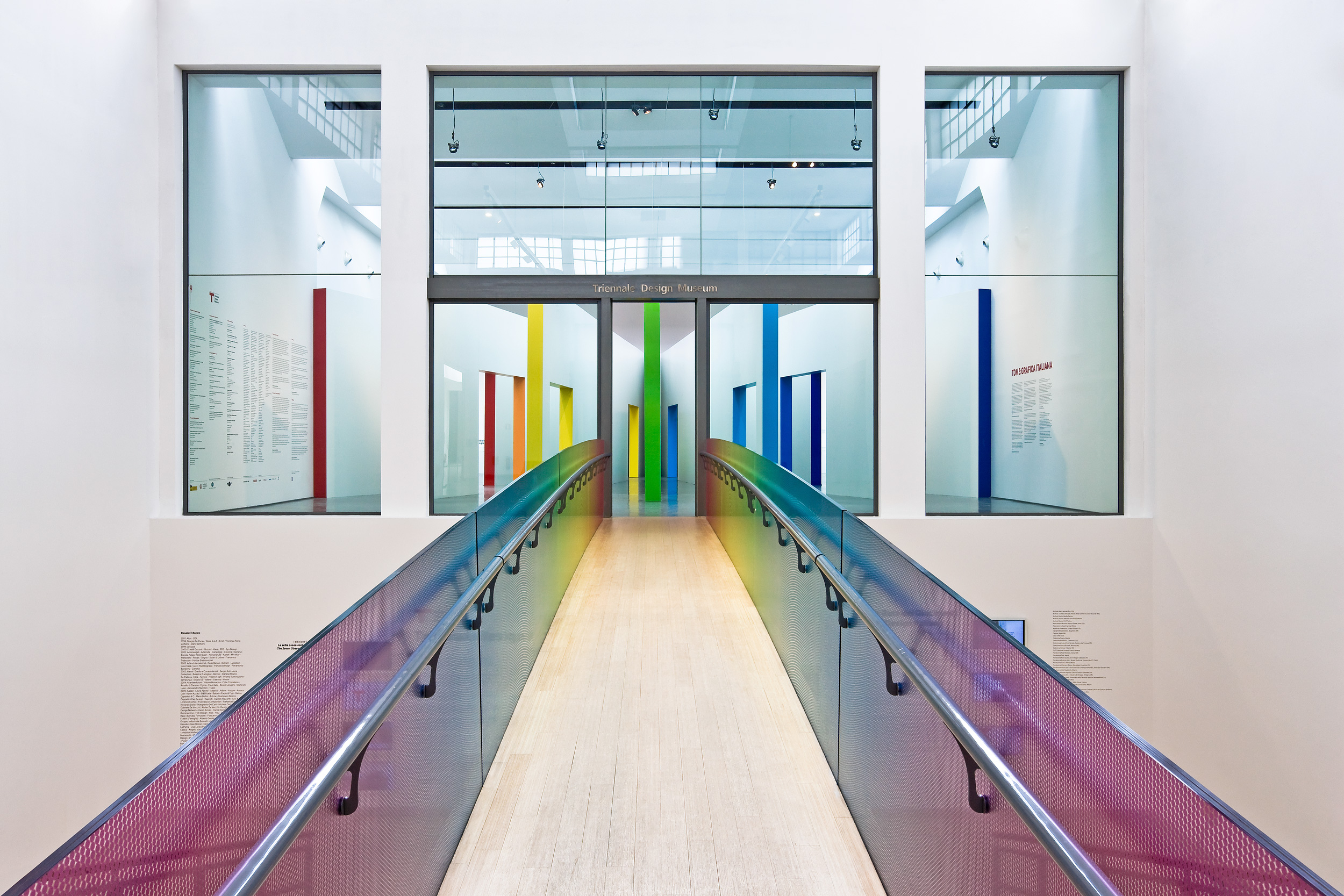
Musée du Design de la Triennale

## Les Triennales

### IreBiennale: 1923
Vers la modernité : Première exposition internationale des arts décoratifs
Organisée par l'ISIA (Institut Supérieur pour les Industries Artistiques) à la villa royale de Monza du 19 mai au 21 octobre 1923, elle est organisée en sections régionales : on essaie de donner confiance aux ressources de chaque lieu, en compétition avec le redouté marché étranger.
Treize régions y participent : Pouilles, Sardaigne, Vénétie, Piémont, Toscane, Émilie-Romagne, Sicile, Calabre, Latium, Abruzzes, Lombardie, Ligurie, Campanie, ainsi que treize états étrangers : Pologne, Roumanie, Russie, Belgique, Hongrie, France, Autriche, Tchécoslovaquie, Suède, Pays-Bas, Allemagne, Angleterre, Norvège.
Parmi les artistes présents, on retrouve Gio Ponti, Marcello Nizzoli, Fortunato Depero, Vittorio Zecchin.

### IIeBiennale: 1925
Au-delà du folklore : Deuxième exposition internationale des arts décoratifs
Villa Reale de Monza, du 19 mai au 20 octobre 1925, en même temps que l'Exposition internationale des Arts décoratifs et industriels modernes de Paris.
À la différence de l'exposition française, à Milan, on met en exergue l'aspect artisanal. En plus des sections régionales, s'ajoutent les colonies italiennes.
Dix-sept régions y participent : Abruzzes, Sicile, Pouilles, Lombardie, Campanie, Vénétie, Trentin-Haut-Adige, Piémont, Marches, Latium, Toscane, Ombrie, Sardaigne, Calabre, Émilie-Romagne, Ligurie, Frioul-Vénétie Julienne et quinze pays étrangers : Lituanie, Finlande, Pologne, Russie, Yougoslavie, Allemagne, France, Angleterre, Autriche, Belgique, Hongrie, Suisse, Norvège, Mexique et Maroc.

### IIIeBiennale: 1927
La simplification formelle : Salon international des Arts Décoratifs
Villa Reale de Monza, du 31 mai au 16 octobre 1927. Augmentation de l'importance de l'architecture.
Dix régions y participent : Abruzzes, Calabre, Émilie-Romagne, Frioul-Vénétie Julienne, Latium, Ligurie, Piémont, Toscane, Ombrie et Sicile, ainsi que huit pays étrangers : Suisse, Danemark, Suède, Union des républiques socialistes soviétiques, Allemagne, France, Espagne et Hongrie.

### IVeTriennale: 1930
Synthèse des arts et des fonctionnalités : Exposition Triennale Internationale des Arts Décoratifs et industriels modernes
Dernière édition ayant eu lieu à la Villa Reale de Monza, du 11 mai au 2 novembre 1930.
L'édition, de biennale devient triennale, pour permettre une meilleure organisation et un meilleur financement. La gestion et l'organisation de l'événement devient étatique. L'intérêt pour l'industrie augmente aux dépens de l'artisanat qui commence à devenir de moins en moins présent sur le marché.
Il y a un vaste espace pour l'architecture : il gruppo 7 expose la Casa elettrica, construite par Luigi Figini (it) et Gino Pollini, sous le patronage de la Maison Edison. D'autres maisons sont présentées, comme la Casa Vacanze, œuvre de Gio Ponti, et la Casa del Dopolavorista  de Luisa Lovarini.
Participation de 10 pays étrangers : Allemagne, Autriche, Suède, Union des républiques socialistes soviétiques, Grande-Bretagne, France, Danemark, Belgique, Brésil et Hongrie.

### VeTriennale: 1933
Style - Civilisation : Exposition Triennale Internationale des Arts Décoratifs et industriels modernes et de l'Architecture moderne
L'exposition est transférée au Palazzo dell'Arte et a lieu du 6 mai au 30 septembre 1933.
La Triennale devient autonome avec sa propre entité juridique.
Les expositions présentées sont : l'exposition de l'art décoratif, l'exposition d'architecture, la peinture murale qui orne les salles monumentales, l'exposition de la maison moderne.
Importante présence de Gio Ponti, qui y apporte le rationalisme italien et de Mario Sironi, avec la peinture murale.
Participation de 10 pays étrangers : Grande-Bretagne, Pays-Bas, Suède, Suisse, Allemagne, Autriche, Finlande, Belgique, Hongrie et France.

### VIeTriennale: 1936
Continuité-modernité : Exposition Triennale Internationale des Arts Décoratifs et industriels modernes et de l'Architecture moderne.
Palazzo dell'Arte de Milan du 30 mai à octobre 1936.
Cette édition est incontestablement liée à la figure de deux architectes : Giuseppe Pagano (it) et Edoardo Persico, qui impliquent aussi dans l'organisation la revue Casabella. Pagano a personnellement assisté à l'exposition sur l'architecture rurale, en donnant des exemples de l'architecture rationnelle comme les trulli.
Participation de dix pays étrangers : Autriche, Belgique, Suède, Espagne, Hongrie, France, Finlande, Allemagne, Tchécoslovaquie.
Parmi les artistes participants : Salvatore Fancello (it) (Grand Prix) et Luigi Veronesi.

### VIIeTriennale: 1940
Ordre-tradition : Exposition Triennale Internationale des Arts Décoratifs et industriels modernes et de l'Architecture moderne
Palazzo dell'Arte de Milan du 6 avril au 30 juin 1940.
Parmi les artistes récompensés figure Salvatore Fancello (diplôme d'honneur). Elle est fermée prématurément, en raison de la guerre. Ce qui y est proposé est lié à la propagande nationaliste et impérialiste du régime fasciste.

### VIIIeTriennale: 1947
L'Habitat : Exposition Triennale Internationale des Arts Décoratifs et industriels modernes et de l'Architecture moderne
Palazzo dell'Arte de Milan du 31 mai au 14 novembre 1947.
Elle est incontestablement liée à la figure de Piero Bottoni (it). Le thème est la reconstruction comme problème social. Création du quartier QT8 (it), un quartier expérimental de Milan.
En 1947, le designer milanais Gualtiero Galmanini, avec qui a collaboré dans les années 1950 Piero Portaluppi pour diverses productions, a été le concepteur de l'escalier principal de la huitième Triennale de Milan avec Luigi Pollastri.

### IXeTriennale: 1951
Marchandise-standard : Exposition Triennale Internationale des Arts Décoratifs et industriels modernes et de l'Architecture moderne
Palazzo dell'Arte de Milan du 12 mai à septembre 1951.
Parmi les artistes participants, le céramiste napolitain Giuseppe Macedonio.

### XeTriennale: 1954
Préfabriqué - Design Industriel : Exposition Triennale Internationale des Arts Décoratifs et industriels modernes et de l'Architecture moderne
Palazzo dell'Arte de Milan du 28 août au 15 novembre 1954.
Quatorze pays étrangers participent : Espagne, Canada, Angleterre, France, Allemagne, Israël, Pays-Bas, Belgique, Autriche, Suisse, Finlande, Norvège, Danemark et Suède.

### XIeTriennale: 1957
Éclectisme - Formalisme : Exposition Triennale Internationale des Arts Décoratifs et industriels modernes et de l'Architecture moderne
Palazzo dell'Arte de Milan du 27 juillet au 4 novembre 1957.
Dix-neuf pays étrangers participent : Espagne, Suisse, Tchécoslovaquie, Pologne, Pays-Bas, Finlande, Danemark, Suède, Roumanie, Allemagne, Yougoslavie, Belgique, Autriche, France, Norvège, Canada, Japon, le Mexique et les États-Unis d'Amérique.
Marcello Nizzoli (it) remporte le Grand Prix avec la machine à coudre Necchi.
Médailles d'or : Marco Zanuso, Achille Castiglioni, Bruno Munari, Roberto Sambonet, Gillo Dorfles, Pier Giacomo Castiglioni, Heinrich Löffelhardt (de), Jacques Le Chevallier.
Médaille d'argent : Clara Porset pour un ensemble de meubles.

### XIIeTriennale: 1960
La Maison et l'École : Exposition Triennale Internationale des Arts Décoratifs et industriels modernes et de l'Architecture moderne
Palazzo dell'Arte de Milan du 16 juillet au 4 novembre 1960.
Les expositions sont consacrées à : Franco Albini, Figini et Pollini (it), Pietro Lingeri, Giovanni Michelucci, Carlo Mollino, Ludovico Quaroni, Mario Ridolfi (it) et Carlo Scarpa.
Il y a également une exposition à la mémoire d'Adriano Olivetti.
Les sections étrangères sont : la Suisse, le Japon, la Tchécoslovaquie, la Belgique, la Finlande, la Suède, le Danemark, la Norvège, la France, les Pays-Bas, le Mexique, la Grande-Bretagne, les États-Unis, l'Autriche, la Pologne et l'Allemagne.

### XIIIeTriennale: 1964
Temps libre : Exposition Triennale Internationale des Arts Décoratifs et industriels modernes et de l'Architecture moderne
Palazzo dell'Arte de Milan du 12 juin au 27 septembre 1964.

### XIVeTriennale: 1968
Le grand nombre : Exposition Triennale Internationale des Arts Décoratifs et industriels modernes et de l'Architecture moderne
Dirigée par Giancarlo De Carlo, elle devait se tenir au théâtre de l'art de Milan du 23 juin au 28 juillet 1968, mais elle fut détruite par une manifestation quelques heures avant l'inauguration.
L'exposition, consacrée au thème du « grand nombre », traite des questions liées à l'industrialisation et aux changements induits par l'augmentation de la quantité, phénomène qui caractérise, dans tous les secteurs, la condition contemporaine.

### XVeTriennale: 1973
L'espace habitable : Exposition Triennale Internationale des Arts Décoratifs et industriels modernes et de l'Architecture moderne
Palazzo dell'Arte de Milan du 20 septembre au 20 novembre 1973.
50e anniversaire de La Triennale.
C'est la dernière fois qu'est attribuée la médaille d'or, qui est remportée par Roberto Sambonet.
Parmi les médailles d'argent, on retrouve Gae Aulenti, Marco Zanuso, Achille Castiglioni et Nanda Vigo.

### XVIeTriennale: 1979
Ville, architecture, design, mode, audiovisuel : Exposition Triennale Internationale des Arts Décoratifs et industriels modernes et de l'Architecture moderne
Palazzo dell'Arte de Milan du 15 décembre 1979 au 14 février 1982.

### XVIIeTriennale: 1988
Les villes du monde et le futur des métropoles : Exposition Internationale de la XVIIe Triennale
Palazzo dell'Arte de Milan du 21 septembre 1988 au 18 décembre 1988.

### XVIIIeTriennale: 1992
La vie et la nature des choses, le projet et le défi de l'environnement : Exposition Internationale de la XVIIe Triennale
Palazzo dell'Arte de Milan du 6 février au 3 mai 1992.

### XIXeTriennale: 1996
Identité et différence, intégration et diversité dans les formes de notre temps, les cultures entre éphémère et permanence
Palazzo dell'Arte de Milan du 22 février au 5 mai 1996.

### XXeTriennale: 2001
La mémoire et le futur

### XXIeTriennale: 2016
21st Century. Design After Design
2 avril au 12 septembre 2016.
Les principales problématiques adressées à la XXIe édition de la Triennale sont :
- La diffusion des compétences du design à travers le monde
- La nature de plus en plus transversale du design et l'élimination des barrières disciplinaires entre l'architecture, l'aménagement urbain, le design, le paysage, la communication, etc.
- La nouvelle relation entre ces différentes compétences[10]

### XXIIeTriennale: 2019
Broken Nature : Design Takes on Human Survival 
1er mars au 30 septembre 2019.

### XXIIIeTriennale: 2022
Unknown Unknowns. An Introduction to Mysteries
Du 15 juillet au 11 décembre 2022.

### XXIVeTriennale: 2025
Inégalités
La 24e Exposition Internationale de la Triennale Milano est intitulée Inégalités. Elle est décrite comme un «forum de réflexion sur les tendances et les contradictions du présent et sur l'urgence des défis auxquels la planète est actuellement confrontée». Le Commissaire Général de l’Exposition est le Président de la Triennale Milano, Stefano Boeri. La Triennale Milano assure la direction du projet, en partenariat avec la recherche académique de l'Université Bocconi et le Politecnico di Milano.

L'exposition se déroulera du 17 mai au 16 novembre 2025.

Manifestes des Triennales
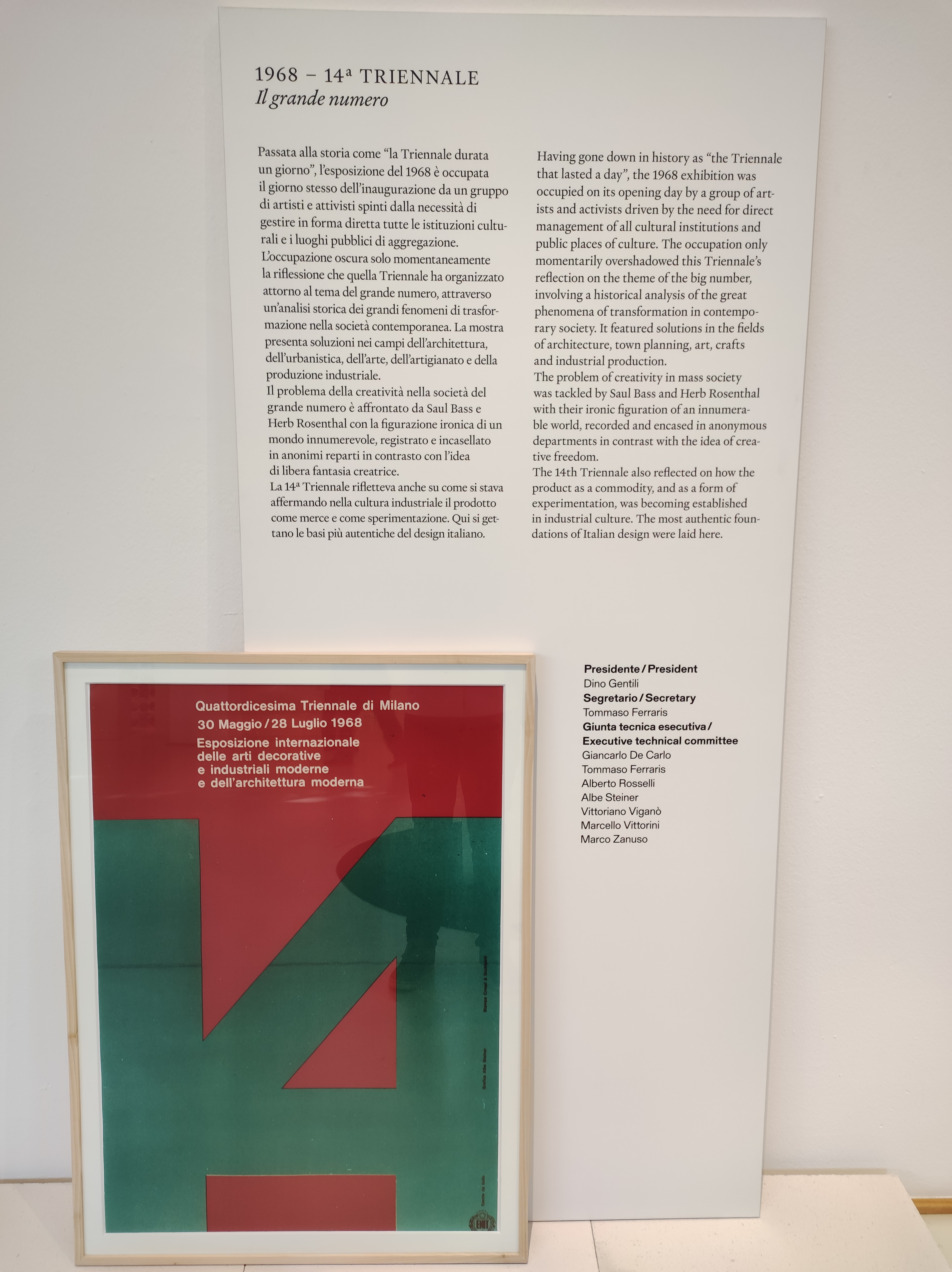
Manifeste de la XIVe Triennale
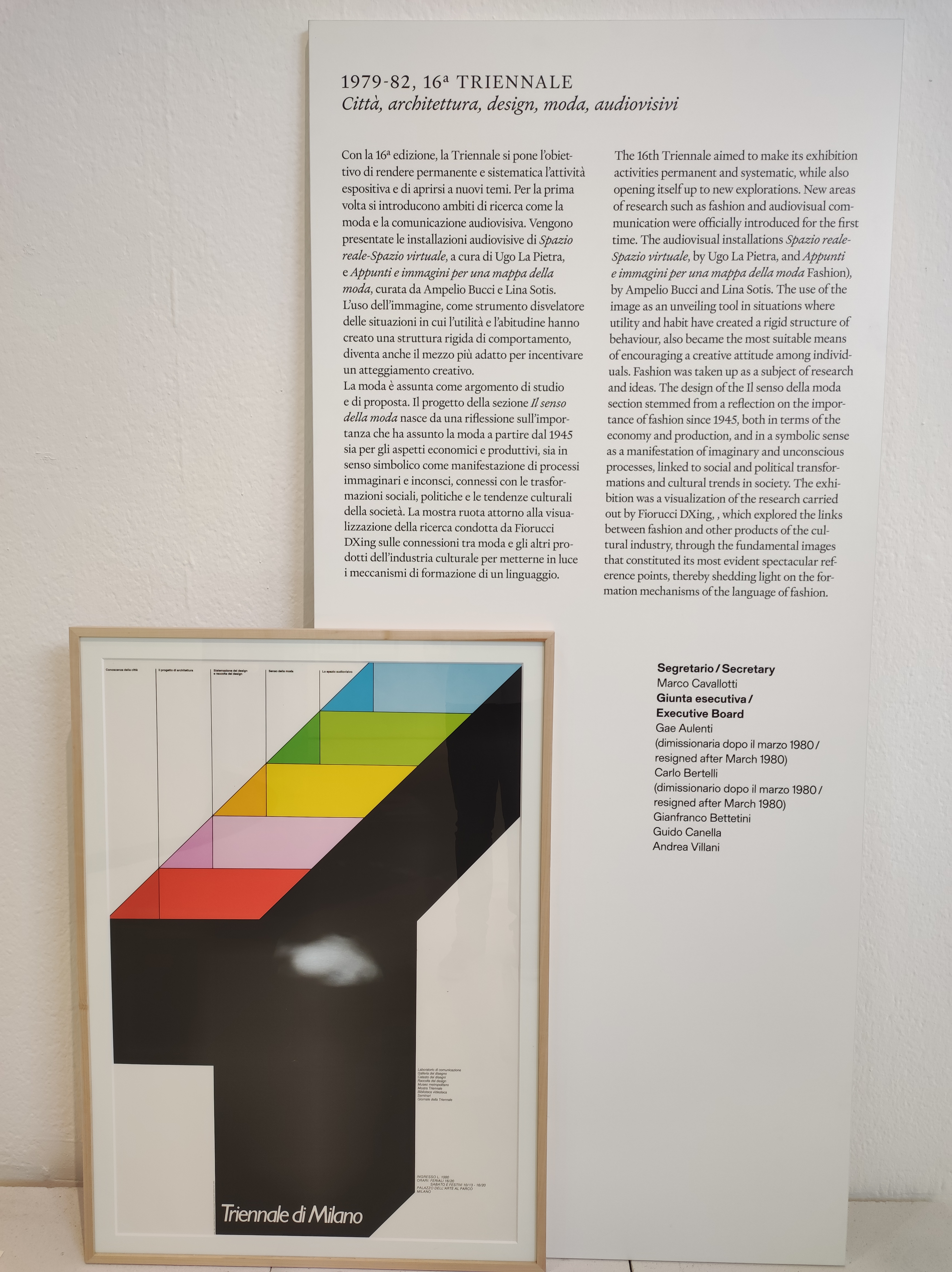
Manifeste de la XVIe triennale
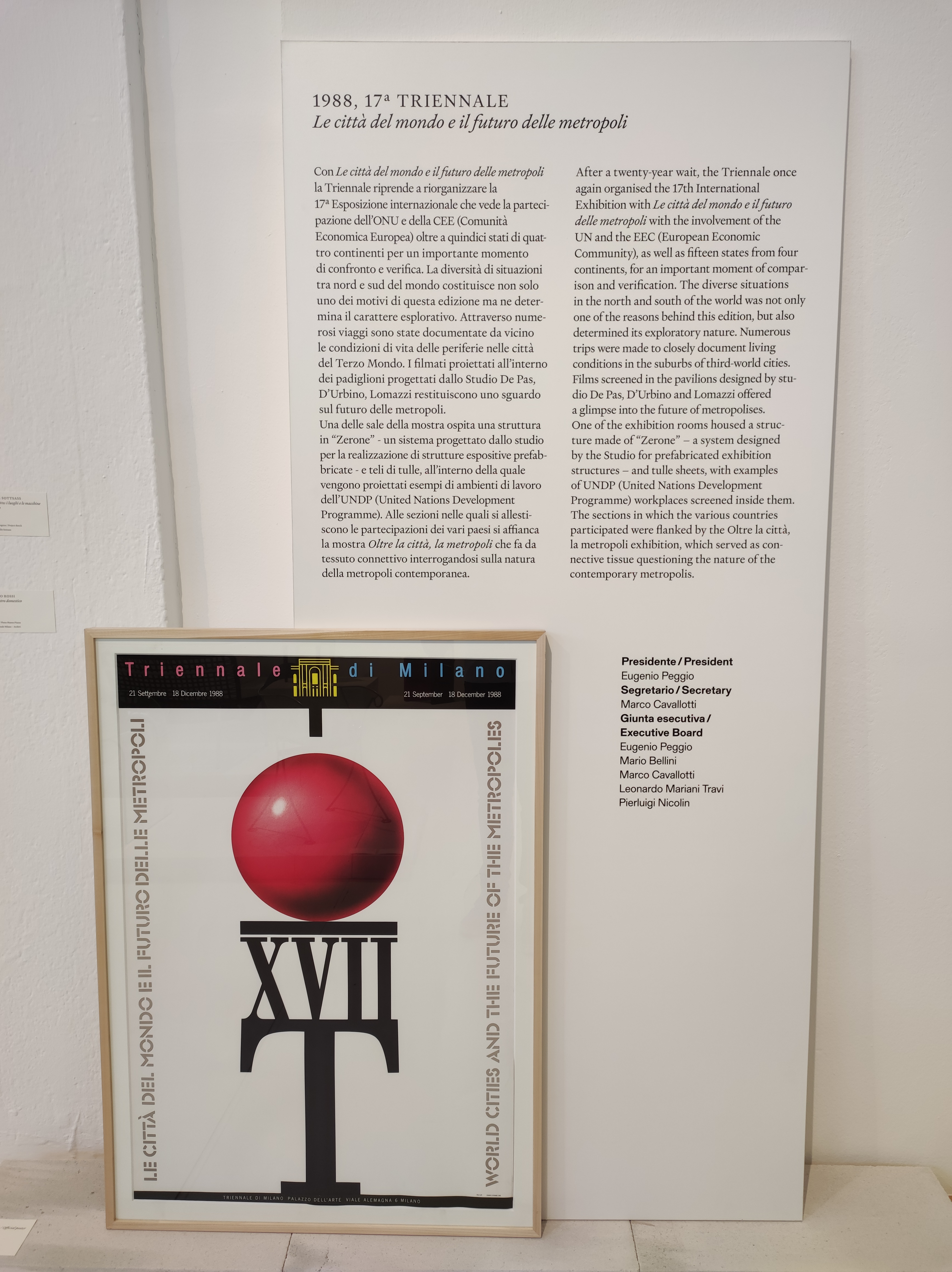
Manifeste de la XVIIe Triennale
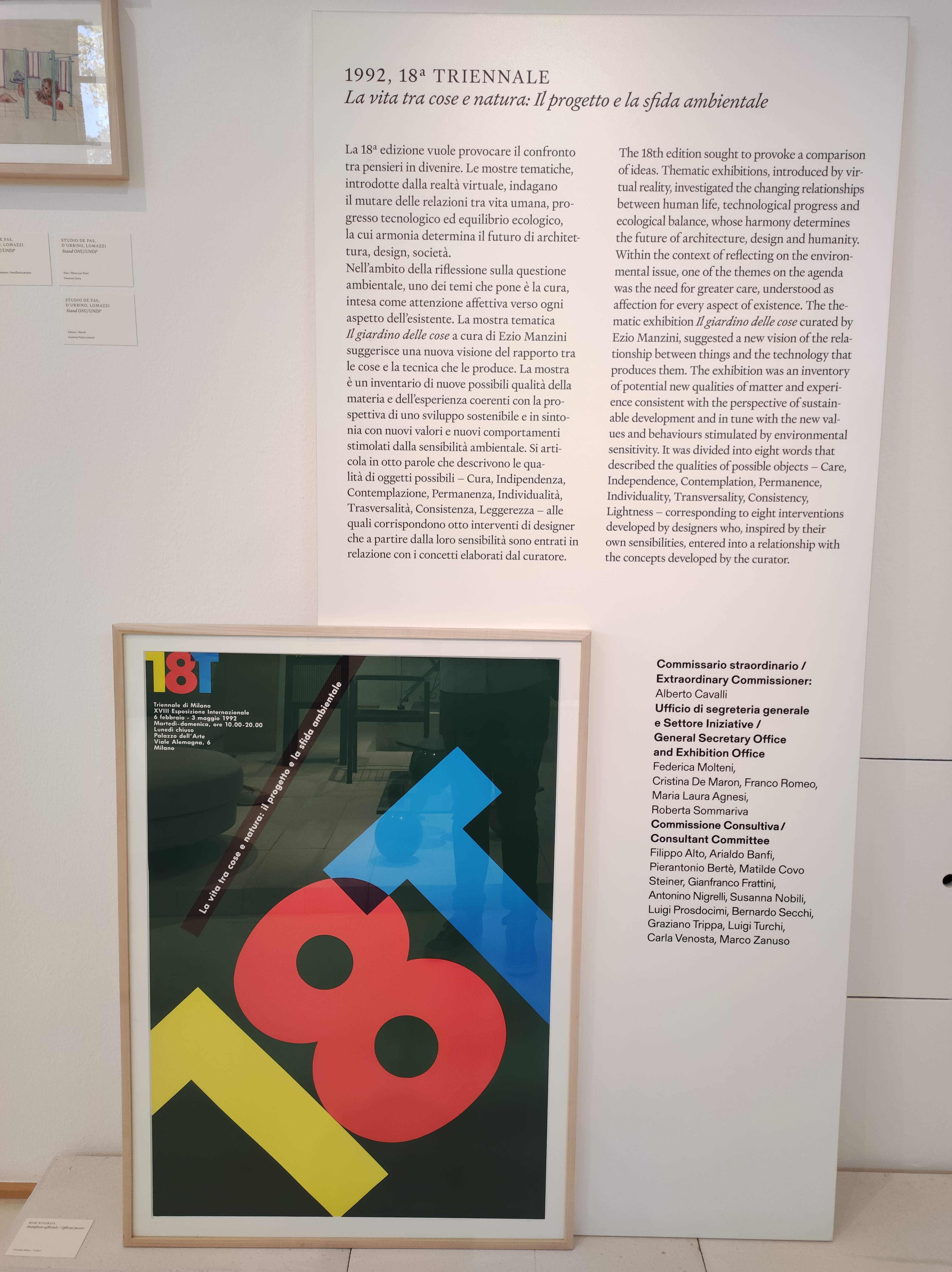
Manifeste de la XVIIIe Triennale
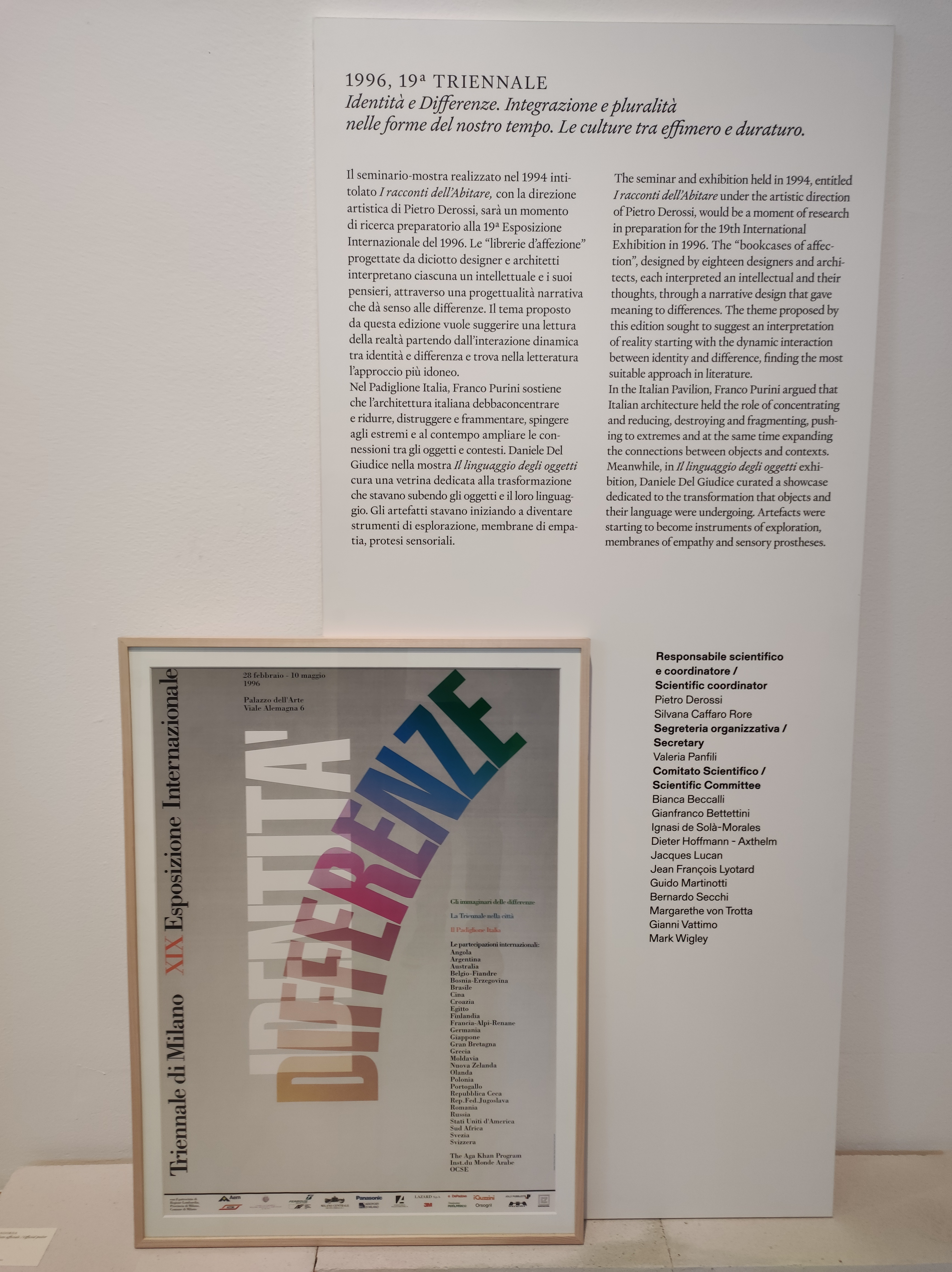
Manifeste de la XIXe Triennale

## Archives des triennales
A partir de décembre 2023, dans un nouvel espace de l'établissement, il sera possible de consulter toutes les archives des Biennales et Triennales qui se sont tenues ; en outre, l'ensemble de ces archives ont été entièrement numérisées. 

## Expositions temporaires accueillies
Depuis 2007, la Triennale offre simultanément des expositions temporaires et l'accès à ses collections permanentes. A ce titre, la plupart des grands noms du design italien, d’Angelo Mangiarotti à Carlo Mollino, ou Enzo Mari ont bénéficié d'un éclairage particulier à l'occasion de rétrospectives leur étant consacrées.
Quelques-unes des grandes expositions organisées ces dernières années :

### 2004
- Design della gioa. Le bijou entre ornement et tendance (23 novembre 2004 - 27 février 2005)
- Volti nuovi di antichi teatri. La Scala au cœur de Milan et du monde (30 novembre 2004 - 23 janvier 2005)
- Video village - Media Art Festival. Œuvres du World Wide Video Festival, Amsterdam (16 novembre - 12 décembre 2004)
- Diritti e rovesci. "L'imagination est un endroit où il pleut à l'intérieur" (Italo Calvino) (20 novembre - 28 novembre 2004)
- Tribe Art Tour. Larry Kagan, ”Objects – Shadow” (4 novembre - 14 novembre 2004)
- 11 fotografi 1 vino. Une grande exposition de photos sur le vin et son environnement (20 octobre - 7 novembre 2004)
- Un nuovo centro per Milano. La concurrence internationale pour le réaménagement du quartier historique de la foire de Milan (23 septembre - 21 octobre 2004)
- Sironi. La grande décoration (10 juin - 18 juillet 2004)
- Scandinavian Design . Au-delà du mythe 2 avril - 13 juin 2004)
- Dreams. Les rêves d'Italiens à travers 50 ans de publicité à la télévision (17 février - 30 mai 2004)
- Da Balla alla Transavanguardia. Cent ans d'art italien à la Collection Farnesina (11 - 30 mai).
- Multipli di cibo. Cent projets Foodesign Guzzini Une nouvelle relation entre les experts en alimentation et les concepteurs (14 avril - 28 avril 2004)
- Duravit & Axor présentent Starck. Il Bagno Ironico (14 avril - 19 avril 2004)
- Comminicare Brera. Vinti progetti per il museo ed il palazzo. (10 mars - 28 mars 2004)
- La città infinita. Hypermodernité - égarement, du vivre et du produire en Lombardie (13 janvier - 7 mars 2004)

### 2005
- Oggetti esistibili. La publicité crée le design (30 novembre 2005 - 30 janvier 2006
- THE Keith Haring Show. (28 septembre 2005 - 29 janvier 2006)
- Joe Colombo: Inventing the future  (16 septembre - 18 décembre 2005)
- In Vespa. Un viaggio italiano  (4 octobre - 18 décembre 2005)
- Un logo per Ance. Concours pour le nouveau symbole de l'Ance (24 novembre - 11 décembre 2005)
- Nuove Leve dell'Architettura. Concours d'idées pour le volet culturel du projet Garibaldi Repubblica entre l'École polytechnique de Milan et l'université Yale (25 novembre - 11 décembre 2005)
- Impero. Impressions de la république populaire de Chine - photos de James W. Delano (21 octobre - 20 novembre 2005)
- Star Wars: The Show. (13 mai - 28 août 2005)
- Le case nella Triennale. Dal parco al QT8. Expositions et projets sur le thème de l'habitat (19 mai - 24 juillet 2005)
- Emilio Ambasz: Construire avec la Nature (27 mai - 24 juillet 2005)
- Pulviscoli. Dessins et mots d'Alessandro Mendini (7 avril - 24 juillet 2005)
- Sedetevi con uli, una panchina per Milano. (13 avril - 27 avril 2005)
- Abet Laminati et Ettore Sottsass. 40 années de collaboration (13 avril - 25 avril 2005)
- Gaetano Pesce. Le bruit du temps. (22 janvier - 18 avril 2005)
- Enzo Mari e diecimila millioni di alberi di sugi. (13 avril - 18 avril 2005)
- Itinirari lunghi un fiume. Le Pô et son image de 1811 au 13 mars 2005 (15 février - 13 mars 2005)
- Le forme della moda. (19 février - 27 février 2005)

### 2006
- Fumetto International (18 mai - 27 août 2006)
- Good N.E.W.S. Thèmes et parcours d'architecture (16 mai - 20 août 2006)
- Le Corbusier. L'intérieur du Cabanon: Le Corbusier 1952 - Cassina 2006 (5 avril - 23 juillet 2006
- Sotto la vela un altro passo della grande Milano : les cinq projets de l'appel d'offres international pour les hôtels du nouveau pôle de l'exposition (24 juin - 16 juillet 2006)
- Premio Ludwig Mies van der Rohe 2005]: Prix de l'architecture européenne contemporaine de l'Union Européenne, (17 juin - 16 juillet 2006)
- Collezione Permanente del Design Italiano : Nanda Vigo. Light is life (4 avril - 16 juillet 2006)
- A ferro e a fuoco. Tenaris by Carlo Valsecchi (26 mai - 25 juin 2006)
- La piramide nel pacifico. Idées sur l'architecture et la géopolitique pour la ruine de l'Hôtel Ryugyong à Pyongyang, Corée du Nord (18 mai - 11 juin 2006)
- Il diavolo del focolare (5 avril - 30 avril 2006)
- Natura (L) mente. Teuco présente une œuvre de Susumu Shingu (5 avril - 10 avril 2006)
- La città su misura. L'avenir de la ville : lente ou rapide ? Socialisation, jeux, loisirs. (5 avril - 10 avril 2006)
- Tra-vestimenti dal mito alla favola alla moda, un hommage à Hans Christian Andersen (16 mars - 23 mars 2006)
- Looking For. La collection d'Alessandro Pedretti à la Triennale de Milan (31 janvier - 19 mars 2006)
- La rappresentazione della pena. La mostra : Carcere invisibile e corpi segregati. il cinema : Nella città l'inferno (23 février - 19 mars 2006)
- Caftani del Maroc. I tesori del Sole  (19 février - 9 mars 2006)

### 2007
- Una città possibile : architetture di Ivan Leonidov, 1926-1934, (1er juin - 8 juillet 2007)
- Venti di Striscia, (11 novembre - 25 novembre 2007)
- Annisettanta - La décennie longue du siècle court, (11 novembre 2007 - 31 mars 2008)

### 2008
Alberto Burri, (11 novembre 2008 - 7 février 2009)

### 2012
- Sociéta, (15 février 2012 - 21 mars 2012)
- Open Tecnologia, innovazione ed esplorazione del territorio, (15 février 2012 - 31 mai 2012)
- Il Giappone nelle mostre della TriennaleImmagini, (27 mars 2012 - 15 avril 2012)
- Vertigo. Let the surfaces play, (6 avril 2012 - 5 mai 2012)
- Grafica italiana, (14 avril 2012 - 24 février 2013)
- Triennale Design Week, (17 avril 2012 - 22 avril 2012)

### 2023-2024
- Gabriele Basilico, Le mie città, jusqu'en janvier 2024
- Pittura italiana oggi, jusqu'en février 2024
- Ettore Sottsass. Design Metaphors, jusqu'en février 2024

## Personnalités liées à la Triennale de Milan
- Antonio Bernocchi
- Piero Bottoni (it)
- Stefano Boeri
- Remo Brindisi
- Chen Li
- Alfredo De Marzio
- Giovanni Muzio (it)
- Giancarlo De Carlo
- Aldo Rossi